# Karel Schwarzenberg
Karel Schwarzenberg (AFI: [ˈkarɛl ˈʃvart͡sn̩bɛrk]; Praga, Checoslovaquia, 10 de diciembre de 1937 - Viena, 12 de noviembre de 2023), fue un político, diplomático y estadista checo que se desempeñó como ministro de Relaciones Exteriores de la República Checa de 2007 a 2009 y nuevamente entre 2010 y 2013. Schwarzenberg fue líder y cofundador del partido TOP 09 y su candidato a presidente de la República Checa en las elecciones de 2013. Se desempeñó como miembro de la Cámara de Diputados (MP) desde 2010 hasta 2021 y en el Senado desde 2004 hasta 2010.
Desde julio de 1990 hasta julio de 1992, Schwarzenberg se desempeñó como canciller (director de la oficina presidencial) de Václav Havel, mientras este último era presidente. Luego fue elegido Senador por el distrito municipal de Praga 6 de 2004 a 2010 y se desempeñó como Ministro de Relaciones Exteriores de la República Checa de 2007 a 2009 y nuevamente de 2010 a 2013, originalmente como ministro no partidista nominado por el Partido Verde. En mayo de 2010, fue elegido Miembro del Parlamento por el recién fundado partido proeuropeo de centro-derecha TOP 09, obteniendo el mayor número de votos de preferencia. Fue candidato a Presidente de la República Checa en las elecciones presidenciales de 2013 y calificó para la segunda ronda, terminando como subcampeón, con el 45.19% de los votos. Schwarzenberg fue conocido por sus puntos de vista proeuropeos.
Schwarzenberg fue el jefe de la Casa de Schwarzenberg, una familia que antaño fue prominente en el Imperio Habsburgo, desde 1979 hasta su muerte. Estaba relacionado con el príncipe Félix de Schwarzenberg, un estadista del Imperio Austriaco. Desde 1948 hasta 1990, vivió en Austria, donde era conocido como Karl Schwarzenberg, y estuvo involucrado en política para el Partido Popular Austriaco y se convirtió en un crítico destacado de las violaciones de los derechos humanos en el Bloque del Este, presidiendo la Federación Internacional de Helsinki para los Derechos Humanos. Tras la caída del comunismo, se convirtió en un asesor cercano de Václav Havel y se trasladó a Praga.

## Biografía
Karel Schwarzenberg nació en Praga en 1937 como el primogénito del Príncipe Karel VI de Schwarzenberg y la Princesa Antonie von Fürstenberg. Además, ostentaba el título de 1322.º Caballero de la Orden del Toisón de Oro de Austria. Era primo hermano de Ira y Egon von Fürstenberg, así como primo de Rainiero III, príncipe de Mónaco. Entre julio de 1990 y julio de 1992, desempeñó el cargo de canciller del Presidente Checo Václav Havel. Posteriormente, ocupó el cargo de Senador y luego se desempeñó como Ministro de Relaciones Exteriores de la República Checa desde 2007 hasta 2013.
Se casó con Teresa Hardegg (Teresa, condesa zu Hardegg auf Glatz und im Machlande) y juntos tuvieron tres hijos, quienes actualmente residen en Austria. Schwarzenberg era uno de los principales terratenientes de Austria, cuya fortuna creció considerablemente tras la caída del comunismo en Chequia y la recuperación de gran parte de los bienes que habían sido confiscados a su familia en 1948. Esto resultó en una de las mayores fortunas de Europa Central.[cita requerida] En el ranking anual de los austríacos más ricos, la familia Schwarzenberg se situaba en el puesto 87, con una fortuna estimada en unos 280 millones de euros, que incluía propiedades inmobiliarias, agrícolas y forestales con un total de 18,961 hectáreas en Estiria y Salzburgo, así como 10,000 hectáreas de tierra en la República Checa y 21 castillos. En el año 2018, la familia ascendió al puesto 84 del ranking y se estimó su riqueza en bienes raíces, agricultura y silvicultura entre 400 y 150 millones de euros, que se consideran activos heredados.[cita requerida]
Después de la caída del régimen comunista, Schwarzenberg regresó a Praga en 1990, aunque todavía visitaba ocasionalmente Austria, donde parte de su familia reside. Poseía ciudadanía suiza y checa.
Schwarzenberg fue el segundo patrón checo del English College en Praga, sucediendo al patrón fundador, Václav Havel, después de la muerte de este último. Compartió el patronazgo con el rey Carlos.
En 2008, Schwarzenberg firmó un acuerdo con la Secretaria de Estado Condoleezza Rice de Estados Unidos para participar en el programa de Escudo Antimisiles.
La hija de Schwarzenberg (conocida comúnmente como Lila Morgan-Schwarzenberg) codirigió y coescribió un documental sobre su padre y su relación tensa (Mein Vater der Fürst), que se estrenó en 2022.

## Títulos, nombres y distinciones

Escudo de la familia Schwarzenberg

### Títulos y nombres
Miembro de la alta nobleza de Bohemia, su nombre completo era Karl Johannes Nepomuk Josef Norbert Friedrich Antonius Wratislaw Mena Fürst zu Schwarzenberg en alemán y Karel Jan Nepomucký Josef Norbert Bedřich Antonín Vratislav Menas kníže ze Schwarzenberga en checo. Generalmente era conocido como Karl zu Schwarzenberg en alemán y utilizaba la forma checa de su primer nombre, Karel, en checo.
Karel Schwarzenberg fue el 12.º Príncipe de Schwarzenberg, gracias a su adopción por parte de Heinrich Schwarzenberg, hermano de Joseph Schwarzenberg, el 11.er Príncipe y último miembro varón de la línea principal de los Schwarzenberg (Primer Mayorato). Aunque Heinrich falleció antes que su hermano Joseph III (el 11.er Príncipe), la adopción permitió que Karel Schwarzenberg sucediera en la línea principal de los Schwarzenberg. Así, en su persona, la línea menor (Segundo Mayorato), de la cual era parte por origen, se unió con la línea principal.
En la República Checa, el uso de títulos nobiliarios está prohibido por la ley N.º 61/1918 Sb. En Austria, los títulos nobiliarios han sido ilegales desde 1918 (es decir, casi 20 años antes de su nacimiento). Si Schwarzenberg hubiera utilizado sus títulos, su nombre y estilo habrían sido:
- Su Alteza Serenísima, el príncipe de Schwarzenberg, conde de Sulz, príncipe Landgrave en Klettgau, y duque de Krumlov. [6]

### Distinciones
- En 1989, recibió junto con Lech Wałęsa, posteriormente presidente de Polonia, el Premio de Derechos Humanos del Consejo de Europa.
- En 1991, recibió la Orden del Toisón de Oro (rama austriaca).
- En 2003, recibió la Orden de Tomáš Garrigue Masaryk de la República Checa, Clase 3.
- En 2005, recibió la Decoración por Servicios a la República de Austria en Plata con Banda.
- En 2008, recibió la Gran Cruz del Mérito de la República Federal de Alemania, Bundesverdienstkreuz.
- En 2010, recibió la Insignia Honorífica Bene Merito de la República de Polonia.
- En 2012, recibió la Orden del Mérito del Estado Libre de Sajonia, Sächsischer Verdienstorden, en Dresde, Sajonia.
- En 2015, recibió la Medalla Marietta y Friedrich Torberg.
- En 2021, recibió la Orden del Príncipe Yaroslav el Sabio.
- En 2023, recibió la Orden del León Blanco.

Schwarzenberg también era un asistente habitual a la Comisión Trilateral y a las reuniones del Grupo Bilderberg.